# John Rumble
John Mitchell Rumble (ur. 27 sierpnia 1933 w Toronto, zm. 5 grudnia 2023) – kanadyjski jeździec sportowy. Brązowy medalista igrzysk olimpijskich w 1956.
Specjalizował się w WKKW. Zawody w 1956 były jego jedynymi igrzyskami olimpijskimi, konkurencje jeździeckie były rozgrywane w Sztokholmie (główne zawody odbywały się w Melbourne, ale jeźdźcy – ze względu na problemy z kwarantanną zwierząt – rywalizowali w Szwecji). Po medal sięgnął w drużynie, jadąc na koniu Cilroy. Wspólnie z nim startowali Jim Elder oraz Brian Herbinson. Indywidualnie zajął szesnaste miejsce.